# Martul (Lamaiglesia)
Martul (llamada oficialmente Martul de Alende) es una aldea española situada en la parroquia de Lamaiglesia, del municipio de Puebla del Brollón, en la provincia de Lugo, Galicia.

## Geografía
Está situado a 492 metros de altitud.

## Demografía
| Gráfica de evolución demográfica de Martul entre 2000 y 2020 |
|                                                              |
| Datos según el nomenclátor publicado por el INE.             |